# 细沙河大桥
细沙河特大桥是一座位于中華人民共和國重庆市黔江区阿蓬江镇附近的一座217米高的拱桥。作为渝湘高速公路重点控制性工程，其主拱由钢管混凝土组成，是全线唯一一座钢管混凝土拱桥，跨过阿蓬江的支流细沙河。与细沙河大桥一道，其它一些高度超过200米的大桥，如矮寨大桥、武陵山大桥等也在包茂高速上。